# Tito Annio Lusco
Tito Annio Lusco (en latín, Titus Annius T. f. Luscus) fue un magistrado romano, hijo probablemente de Tito Annio Lusco, embajador romano ante Perseo de Macedonia. 

## Vida
Cicerón señala que fue un orador notable. Fue elegido cónsul en el año 153 a. C. Vuelve a aparecer en 133 a. C. cuando se opuso a las reformas de Tiberio Graco, a quien frustró sus planes en los comicios mediante el uso de una pregunta insidiosa. Unas palabras de uno de sus discursos se conservan en Pescennius Festus